# Walter Ring
Walter Ring (* 6. Januar 1892 in Duisburg; † 12. November 1954 in Duisburg) war ein deutscher Historiker und Archivar.

## Leben und Wirken
Walter Ring besuchte das Landfermann-Gymnasium in Duisburg und studierte dann von 1911 bis 1917 an den Universitäten in Bonn, Marburg, Oxford und Freiburg Geschichte, Germanistik und Anglistik. Im Jahre 1917 promovierte er dort bei Friedrich von Bezold. Von 1921 bis 1937 arbeitete er im höheren Schuldienst als Studienrat am Lyzeum Duisburg. Seit 1920 leitete er zunächst nebenamtlich das Stadtarchiv Duisburg; nachdem er aus dem Schuldienst ausgeschieden war, leitete er von 1937 bis zu seinem Tod das Stadtarchiv hauptamtlich. 
Ring veröffentlichte zahlreiche Arbeiten zur Geschichte der Stadt und Universität Duisburg. 

## Schriften
- Kolonisationsbestrebungen Friedrichs des Großen am Niederrhein (= Schriften des Duisburger Museumsvereins, Bd. 7). Duisburg 1917 (Dissertation Universität Bonn) (Digitalisat).
- Geschichte der Universität Duisburg. Mit einem Lageplan. Stadtverwaltung, Duisburg 1920.
- Kleine Geschichte der Stadt Duisburg. Dietrich & Hermann, Duisburg 1927.
- Vier Pfarrer aus dem Duisburger Geschlecht Böninger. In: Monatshefte für rheinische Kirchengeschichte, Bd. 22 (1928), S. 333–342.
- Geschichte der Duisburger Familie Böninger. Dietrich & Hermann, Duisburg 1930.
- Johann Gerhard Böninger, Conrad Arnold Böninger, Carl Böninger. In: Rheinisch-Westfälische Wirtschaftsbiographien, Bd. 2 (1937), S. 180–197.
- Hundert Jahre Duisburger Stadtarchiv 1838–1938. In: Rheinische Heimatpflege, Bd. 9 (1937), S. 309–317.
- Alt-Ruhrort zur Zeit von Franz Haniel. Schmidt, Berlin 1941.
- Duisburg und die Niederlande. Politische, kulturelle und wirtschaftliche Beziehungen durch anderthalb Jahrtausende. Klinghammer, Berlin 1943.
- (Neubearbeitung): Heinrich Averdunk / Geschichte der Stadt Duisburg. 2. Aufl. Henn, Ratingen 1949.
- (Bearb.): Heimatchronik der Stadt Duisburg. Archiv für deutsche Heimatpflege, Köln 1954.
- Von der Öllaterne zur Leuchtstoffröhre. Duisburger Energie- und Wasserversorgung seit 100 Jahren 1854–1954. Stadtwerke, Duisburg 1954.
- (mit Karl Meier): 110 Jahre Städtische Sparkasse zu Duisburg. Brendow, Duisburg 1954.